# Воткинск
Воткинск (на руски: Воткинск; на удмуртски: Вотка) е град в автономна република Удмуртия, Русия.
Населението му е 97 550 души към 1 януари 2018 година.